# フランス語圏

フランス語圏の分布 フランス語を母語とする話者が多数を占める国や地方自治体（藍色）、公用語となっている国（青）、第二言語として用いられている国や地方自治体（空色）

フランス語圏（フランスごけん、仏: Francophonie）とは、公用語や準公用語にフランス語が設定され、フランス語がその地域で重要な言語のひとつになっている国・地域の総称。
フランス語圏の国は、西欧とフランスの旧植民地が広がっていたアフリカ北西部に多い。総話者数は全世界で約3億4000万人に達する。

## 概要
フランスの地理学者であるオネジム・ルクリュは、自著・『France, Algérie et colonies』（1880年）にて、フランス語の話者を「フランコフォン (francophone)」と、その言語共同体を「フランコフォニー (francophonie)」と、それぞれ呼んだ。ここから転じて現在では、フランス語圏についても「フランコフォニー」と呼ばれることがある。
フランス語は、かつてヨーロッパにおける外交語として広く流通していた実績もある。英語に次ぐ第二外国語として欧米を中心に広く学ばれており、国際連合や国際オリンピック委員会の公用語にも採用されている。世界約50カ国以上で話されている。

## フランス語が国語・共通語・公用語の地位にある国・地域
フランス語は帝国主義の影響でかなり広範囲に伝播したため、方言も多種多様である。ケベック方言はまだしも、ハイチ・クレオールやインド洋諸国で話されているフランス語系ピジンなどはそのフランス語の多様性をよく示しているといえる。
情報源：Ethnologue report for language code FRN

### ヨーロッパ
- フランス（公用語）

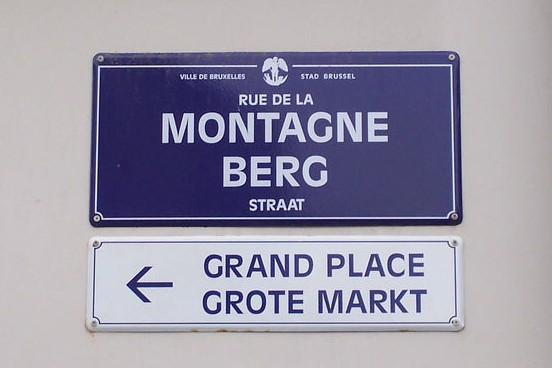
ベルギー、ブリュッセルにある多言語の標識

- ベルギー（オランダ語、フランス語、ドイツ語が公用語）
- スイス（ドイツ語、フランス語、イタリア語、ロマンシュ語が公用語）
- モナコ（公用語）
- ルクセンブルク（公用語、国語はルクセンブルク語。他にドイツ語も公用語）
- ヴァッレ・ダオスタ州（イタリア北西部の特別自治州。イタリア語とフランス語が公用語）
- ガーンジー（イギリス王室領。英語とフランス語が公用語）
- ジャージー（イギリス王室領。英語とフランス語が公用語）

### アフリカ
- ガボン（公用語）

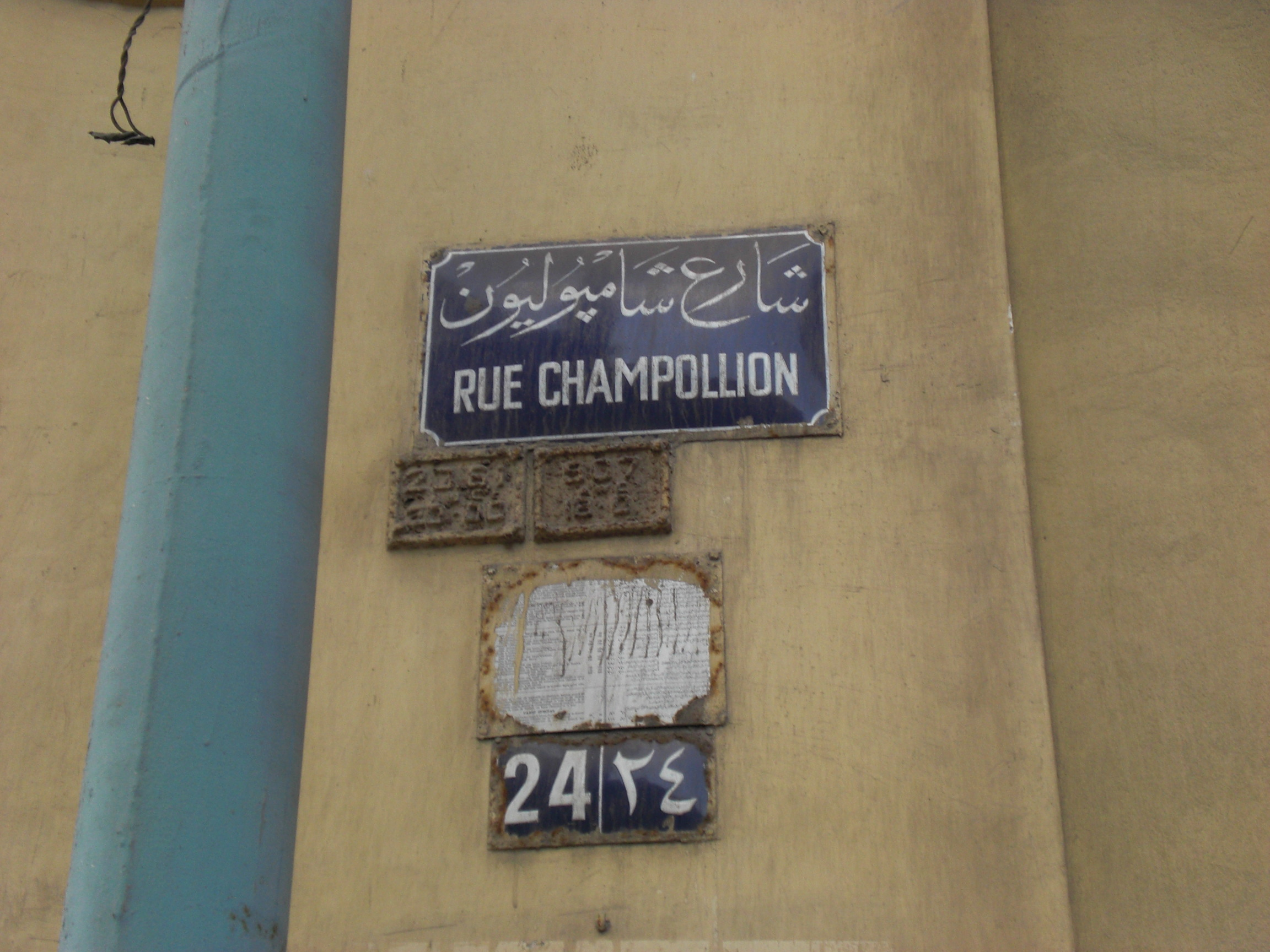
エジプト、アレクサンドリアにある多言語の標識。
エジプトでは公用語のアラビア語以外にフランス語も浸透している。

- カメルーン（公用語、他に英語も公用語）
- ギニア（公用語、主要言語は、マリンケ語・プル語・スス語）
- コートジボワール（公用語）
- コモロ（公用語、他にアラビア語、コモロ語も公用語）
- コンゴ共和国（公用語、主要言語は、リンガラ語・ムヌクツバ語）
- コンゴ民主共和国（公用語、主要言語は、コンゴ語・リンガラ語・ルバ・カサイ語・コンゴ・スワヒリ語）
- ジブチ（公用語、他にアラビア語も公用語）
- セーシェル（公用語、他に英語も公用語）
- セネガル（公用語、主要言語は、ウォロフ語・ジョラ語・セレール語・ソニンケ語・プル語・マリンケ語・マンディンカ語）
- チャド（公用語、他にアラビア語も公用語）
- トーゴ（公用語、主要言語は、エウェ語・カビイェ語）
- ニジェール（公用語、主要言語は、ハウサ語・ザルマ語・タマジャク語・フルフルデ語・カヌリ語・アラビア語・ツブ語（英語版）（ダザガ語、テダ語（英語版））・ゴウルマンチェマ語（英語版）・ブドゥマ語（フランス語版）・タサワク語）
- ブルキナファソ（公用語、主要言語は、モオレ語・フルフルデ語・ジュラ語・ゴウルマンチェマ語（英語版）・ブヮム語（英語版）・ダガリ語・サモ諸語（フランス語版）・ロビ語（フランス語版）・リエレ語（英語版）・セヌフォ語）
- ブルンジ（公用語、主要言語は、ルンディ語）
- ベナン（公用語）
- マダガスカル（公用語、他にマダガスカル語も公用語）
- モーリシャス（公用語、他に英語も公用語）
- ルワンダ（公用語）（他にルワンダ語・英語、スワヒリ語も公用語）
- 中央アフリカ（公用語、主要言語は、サンゴ語）
- 赤道ギニア（第二公用語、スペイン語が第一公用語、ポルトガル語が第三公用語）
- マヨット（公用語、フランス海外県）
- レユニオン（公用語、フランス海外県）
- アルジェリア（公用語にはなっていないが、準公用語的扱いで広く通用。アラビア語が公用語）
- チュニジア（公用語にはなっていないが、準公用語的扱いで広く通用。アラビア語が公用語）
- マリ（公用語ではないが、かつて公用語だった。公用語はバンバラ語・ボム語（フランス語版）・ボゾ語（英語版）・ドゴン諸語・フラニ語・アラビア語ハッサニア方言・ママラ語（フランス語版）・マニンカ語・ソニンケ語・ソンガイ語（英語版）・セヌフォ語・タマシェク語・シャソンガサンゴ語（英語版）。）
- モーリタニア（公用語にはなっていないが、準公用語的扱いで広く通用。アラビア語が公用語）
- モロッコ（公用語にはなっていないが、準公用語的扱いで広く通用。アラビア語とベルベル語が公用語）

### アメリカ
- カナダ（英語とフランス語が公用語。ケベック州の唯一の公用語。ニューブランズウィック州とユーコン準州は、英語とフランス語が公用語。ノースウェスト準州は、英語とフランス語ならびにイヌクティトゥット語やクリー語などの先住民言語が公用語）
- ルイジアナ州（アメリカ合衆国の州。法的な公用語の指定はないが、事実上、英語とフランス語）
- サンピエール島・ミクロン島（公用語、フランス自治領）
- ハイチ（ハイチ語とフランス語が公用語）
- グアドループ（公用語、フランス自治領）
- サン・マルタン（フランス自治領）
- サン・バルテルミー（フランス自治領）
- マルティニーク（フランス自治領）
- フランス領ギアナ（フランス海外県）

### アジア・オセアニア
- バヌアツ（公用語）（他にビスラマ語・英語も公用語）
- ニューカレドニア（公用語、フランス自治領）
- フランス領ポリネシア（公用語、他にタヒチ語も公用語。フランス自治領）
- ウォリス・フツナ（フランス自治領）
- レバノン（公用語にはなっていないが、準公用語的扱いで広く通用。アラビア語が公用語）